# Aletta Jacobs
Aletta Henriëtte Jacobs, född 9 februari 1854, död 10 augusti 1929, var en nederländsk läkare och kvinnorättskämpe. Hon var den första kvinnliga läkaren i Nederländerna.  

## Uppväxt och utbildning
Aletta Jacobs föddes i Sapemeer i Nederländerna. Hon var dotter till den judiske kirurgen Abraham Jacobs och Anna de Jongh samt syster till farmaceuten Charlotte Jacobs. Hon var det åttonde av tolv barn. 
Eftersom flickor inte fick studera vidare organiserade Jacobs sina studier själv, med hjälp från sina föräldrar. 1871 inledde hon sina studier vid universitetet i Groeningen, där hon och hennes syster Charlotte Jacobs var de första kvinnliga studenterna. Den 8 mars 1879 tog Jacobs examen som den första universitetsutbildade kvinnliga läkaren i Nederländerna.

## Efter examen
Efter examen flyttade hon till London, där hon vidareutbildade sig och där hon snart lärde känna olika brittiska radikaler och fritänkare, inklusive förespråkare för familjeplanering och kvinnlig rösträtt.
Jacobs öppnade en mottagning i Amsterdam, där hon bland annat introducerade pessaret i Nederländerna, hade en gratis mottagning för fattiga kvinnor två tillfällen i veckan, och kampanjade för hälsosammare arbetsvillkor för expediter. 1892 gifte hon sig med Carel Victor Gerritsen, en holländsk köpman, lagstiftare och reformator. Paret fick ett barn tillsammans, som dock dog efter bara en dag. Gerritsen dog av cancer 1905.

## Rösträtts- och fredsarbete
Jacobs deltog i International Congress of Women, London 1899. År 1903 avslutade hon sitt arbete som läkare och började arbeta på heltid för kvinnlig rösträtt. 
1910 översatte Jacobs Women and Economics, en feministisk klassiker av Charlotte Perkins Gilman, till nederländska.
Tillsammans med Carrie Chapman Catt (ordföranden för International Woman Suffrage Alliance) turnerade Jacobs i september 1906 i Österrike-Ungern och sedan, från juni 1911 till november 1912, i delar av Afrika och Asien för att agitera för kvinnors rösträtt.
Under första världskriget ledde Jacobs den grupp som organiserade the International Congress of Women i Haag. Kongressen, Internationella Kvinnokongressen i Haag 1915, som öppnade den 28 april 1915, mitt under första världskriget, samlade över 1200 kvinnliga fredsaktivister från 12 länder. Bland deltagarna fanns Jane Addams, Emily Greene Balch och Elin Wägner. Under kongressen grundades Internationella kvinnoförbundet för fred och frihet, som fortfarande idag arbetar för fred och nedrustning.

## Eftermäle
Jacobs dog den 10 augusti 1929 i Baarn, Nederländerna. 
Universitetet i Groeningen har både en staty och ett pris till Jacobs minne.  
I Amsterdam finns Aletta Jacobslaan.  

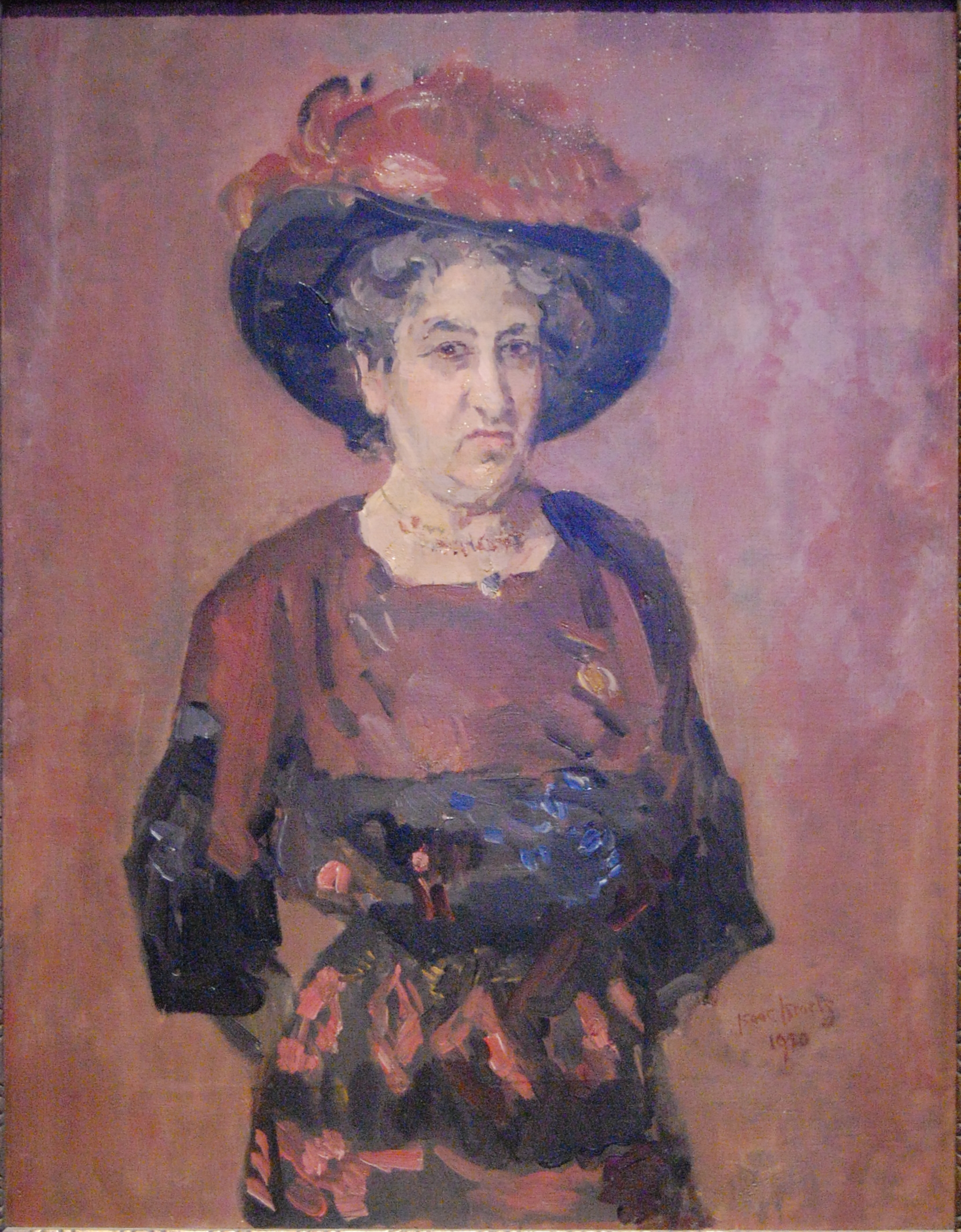
Porträtt från 1920 av Isaac Israëls
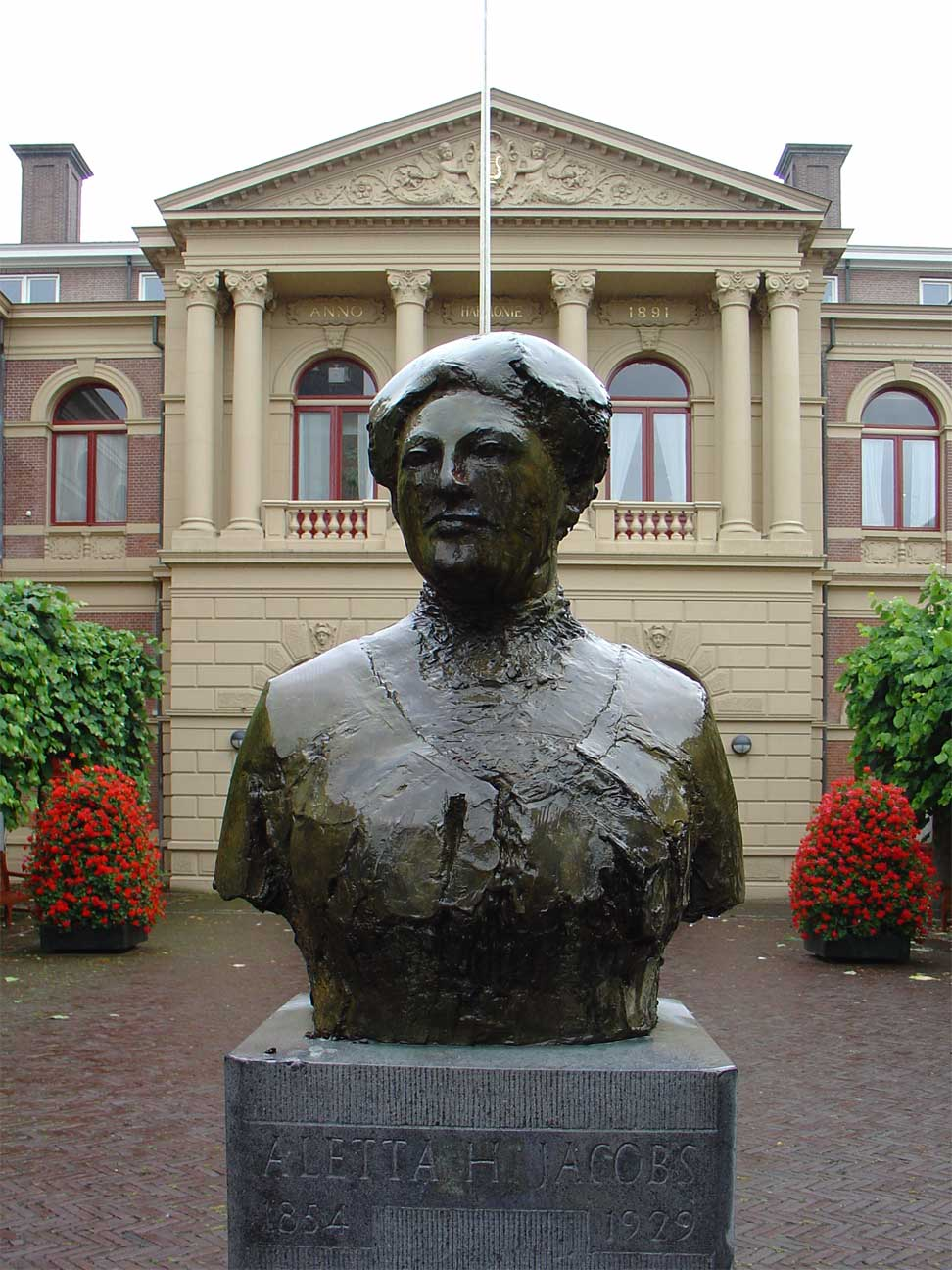
Staty av Aletta Jacobs vid universitet i Groningen
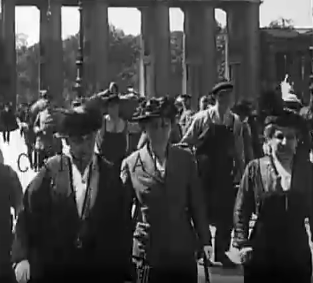
Jane Addams, Alice Hamilton och Aletta Jacobs i Berlin (maj 1915)
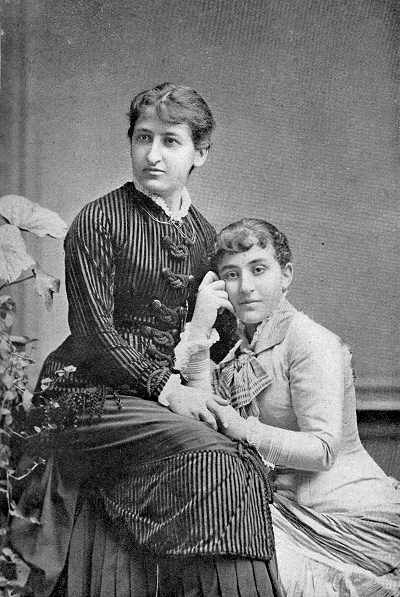
Jacobs med en av sina unga patienter